# Mieczysław Chyżyński

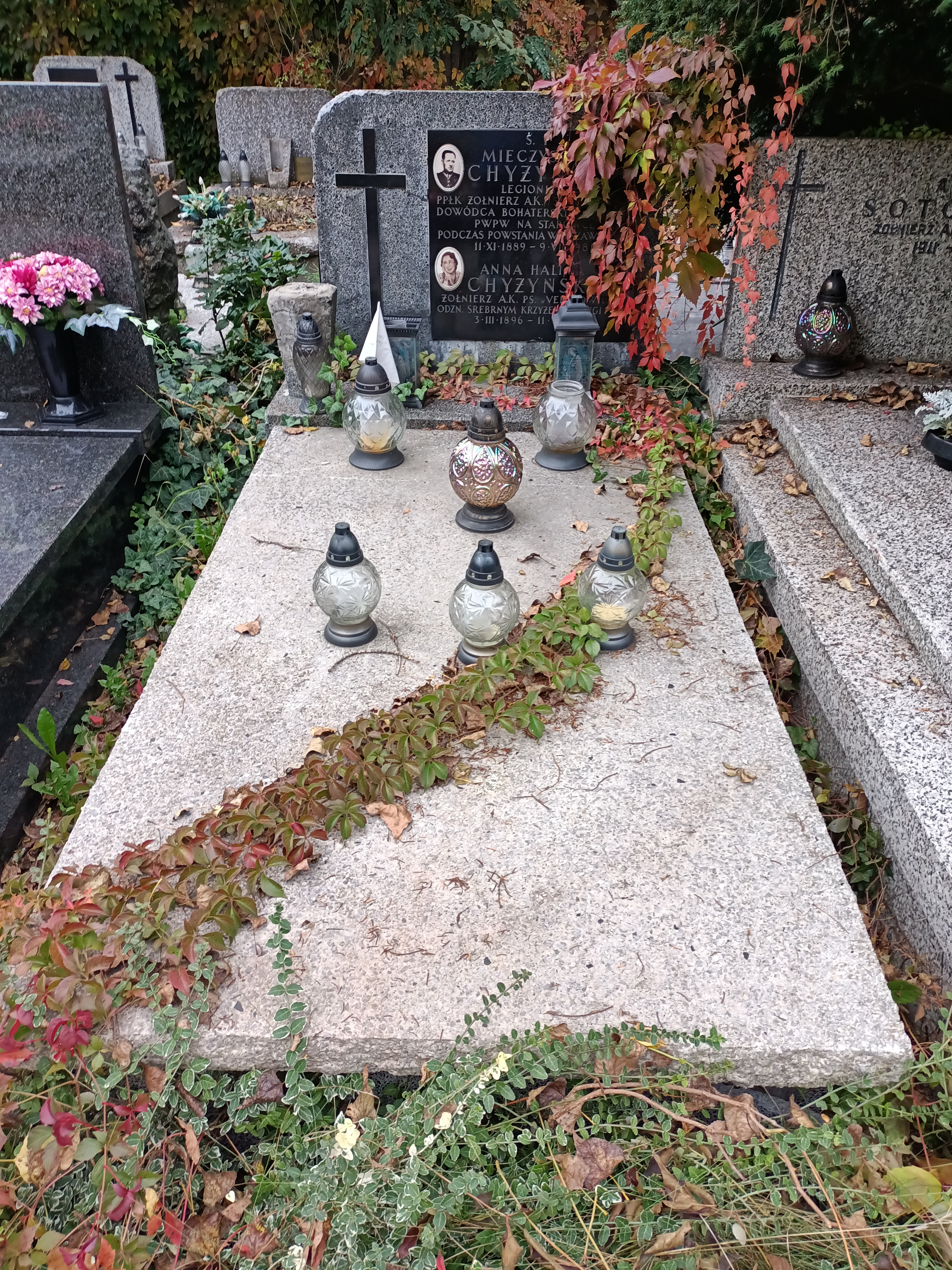
Grób na cmentarzu Wojskowym na Powązkach

Mieczysław Chyżyński, ps. „Dragon”, „Poeta”, „Rzędzian”, „Pełka” (ur. 11 listopada 1889 w Zamościu, zm. 9 lipca 1981 w Warszawie) – major piechoty Wojska Polskiego, działacz niepodległościowy, uczestnik II wojny światowej, członek Armii Krajowej, komendant AK/PWB/17/S. W powstaniu warszawskim komendant obrony Polskiej Wytwórni Papierów Wartościowych (Reduta PWPW).

## Życiorys
Uczestnik rewolucji 1905, członek Organizacji Bojowej PPS, zesłaniec. Od 1914 żołnierz I Brygady Legionów Polskich, więzień Szczypiorna.
W Polsce niepodległej oficer zawodowy 32 pułku piechoty w Modlinie (kapitan od 1919). Po 1928 został przeniesiony do 55 pułku piechoty w Lesznie. 27 stycznia 1930 prezydent RP nadał mu z dniem 1 stycznia 1930 stopień majora w korpusie oficerów piechoty i 77. lokatą. Po awansie został wyznaczony na stanowisko komendanta składnicy wojennej 55 pp. W marcu 1931 został przeniesiony do Komendy Placu Poznań. W grudniu tego roku został zwolniony z zajmowanego stanowiska i oddany do dyspozycji dowódcy Okręgu Korpusu Nr VII. W lutym 1932 został wyznaczony na stanowisko komendanta placu w Stryju. Z dniem 30 listopada 1935 został przeniesiony w stan spoczynku.
Po zakończeniu służby wojskowej został zatrudniony w Polskiej Wytwórni Papierów Wartościowych S.A. w charakterze inspektora ochrony. Od 1937 członek Zarządu Okręgu Stołecznego Związku Legionistów Polskich.
25 września 1939 w Lublinie został zaprzysiężony jako członek Organizacji Orła Białego, przybrał ps. „Rzędzian” i w początkach października 1939 stworzył kierownictwo stołecznego okręgu tej organizacji w Warszawie. Od 1940 szef działu produkcji banknotów i dokumentów w VII Oddziale Finanse i Kontrola Komendy Głównej ZWZ/AK, założyciel i komendant Samodzielnej Grupy AK PWB/17 w PWPW (która w okresie okupacji działała pod nazwą Staatsdruckerei). W powstaniu warszawskim komendant obrony Reduty PWPW (w dniach 3-21 sierpnia 1944 r.). Po upadku powstania wyszedł z Warszawy z ludnością cywilną.
Zaraz po wojnie więzień polityczny, następnie podpułkownik w stanie spoczynku. Działacz Związku Osadników Wojskowych na Ziemiach Zachodnich, później pracownik Centrofarmu.
Autor publikacji wspomnieniowych.
Zmarł w wyniku wypadku ulicznego. Pochowany na cmentarzu Wojskowym na Powązkach (kwatera D12-1-17).

## Ordery i odznaczenia
- Krzyż Srebrny Orderu Virtuti Militari
- Krzyż Niepodległości (13 kwietnia 1931)[12][13]
- Krzyż Walecznych (trzykrotnie)[14]
- Srebrny Krzyż Zasługi (10 listopada 1928)[15][14]
- Medal Pamiątkowy za Wojnę 1918–1921
- Medal Dziesięciolecia Odzyskanej Niepodległości

25 czerwca 1938 Komitet Krzyża i Medalu Niepodległości ponownie rozpatrzył jego wniosek, lecz Krzyża Niepodległości z Mieczami nie przyznał.